# Убарана
Убарана (порт. Ubarana) — муниципалитет в Бразилии, входит в штат Сан-Паулу. Составная часть мезорегиона Сан-Жозе-ду-Риу-Прету. Входит в экономико-статистический микрорегион Сан-Жозе-ду-Риу-Прету. Население составляет 5238 человек на 2006 год. Занимает площадь 210,239 км². Плотность населения — 24,9 чел./км².

## Статистика
- Валовой внутренний продукт на 2003 составляет 72 902 302,00 реалов (данные: Бразильский институт географии и статистики).
- Валовой внутренний продукт на душу населения на 2003 составляет 15 280,30 реала (данные: Бразильский институт географии и статистики).
- Индекс развития человеческого потенциала на 2000 составляет 0,752 (данные: Программа развития ООН).